# 科佩尔蒂诺
科佩尔蒂诺（義大利語：Copertino），是意大利莱切省的一个市镇。总面积57.76平方公里，人口24452人，人口密度423.3人/平方公里（2009年）。ISTAT代码为075022。